# CeVIO
CeVIO(체비오, 일본어: チェビオ)는 나고야 공업대학의 학교 내 벤처 기업인 테크모 스피치, 전자 간판인 비싱크, 영상 소프트 회사인 프론티어 워크스, 그 외 다수로 구성되고 있는 프로젝트의 명칭이다. 디지털 사이니지의 CeVIO Vision, 음성합성 소프트웨어의 CeVIO Creative Studio FREE, 캐릭터인 사토 사사라가 공개됐다.
CeVIO의 명칭은 VOICE의 애너그램으로 철자의 순서를 바꾼 것이다.

## 기획

### CeVIO Vision
쌍방향 음성 디지털 사이니지인 CeVIO Vision은 2013년 1월 22일부터 애니메이트 아키하바라 점 입구 엎에서 가동. 실물 크기의 캐릭터 사토 사사라가 애니메이트의 정보리를 목소리로 발신하는 것 외에 상호작용으로 음성 대화도 한다.

### CeVIO Creative Studio
글자를 입력하면 음성으로 읽어주는, 음성 합성 소프트웨어이다.
- 2013년 4월 26일 FREE 초판 공개, 음성은 사토 사사라
- 2013년 5월 1일 FREE 1.0.2.0 공개
- 2013년 5월 13일 FREE 1.0.3.0 공개
- 2013년 6월 5일 FREE 1.1.2.0 공개
- 2013년 6월 14일 FREE 1.2.3.1 공개 - 가성 작성 기능이 갖추어졌다
- 2013년 6월 18일 FREE 1.2.4.2 공개
- 2013년 9월 26일 제품판 발매
- 2013년 10월 24일 FREE 1.3.2.0 공개 - 윈도우 비스타(64bit), 윈도우 XP(32bit)에 대응

2013년 6월에는 사토 사사라의 가성합성기능(기능 한정)의 무료판이 공개됐다. 2013년 9월에는 음성 합성용으로 타카하시(남)와 스즈키 츠즈미(여)의 캐릭터가 추가됐으며 사토 사사라의 가성합성기능이 무제한이 된 유료판이 공개됐다. 2014년 11월 19일에 무료배포판의 배포는 정지됐지만, 30일 이용가능한 무료 체험판이 배포되고 있다.
상업 이용에서는 규약에 따른 라이선스가 기재되어있지만, 개인 이용분에서는 규약의 범주를 넘지 않는 한 동인활동도 가능하다.

## 음성 라이브러리 · 캐릭터

### 사토 사사라
사토 사사라(さとうささら)는 디지털 사이니지의 CeVIO Vision, 음성합성 소프트웨어인 CeVIO Creative Studio에 등장하는, CeVIO 프로젝트의 여성 캐릭터의 명칭이다.

#### 프로필 설정
목소리를 제공한 인물은 미나세 이노리인 것이 2015년 9월에 알려졌다.
- 신장 : 160cm에서 조금 부족한 정도
- 체중 : 아가씨의 비밀
- 나이 : 16세
- 생일 : 1월 22일
- 출신지 : 도쿄
- 좋아하는 음식 : 몬자야키, 아이스크림

#### 기획
- 2013년 1월 22일부터 애니메이트 아키하바라 점 입구 옆에 실제 크기의 디지털 사이니지로 공개됐다[2][3]. 주말 등, 스태프가 사토 사사라와의 회화 데모를 보이고 있으며, 실제로 회화할 수가 있다. 또 점쟁이 기능도 설치됐다[7]. 2013년 12월, 여름 휴가에 들어가서 일시 휴지.
- 2013년 4월 5일부터 TV 도쿄 계열에서 방송 시작하는 음악 정보 방송 《초류파》에 코너 MC로 출연[8][9].
- 2013년 11월 온센의 금월의 내비게이터로 채용됐다[10].
- 2014년 4월부터 @FM(FM 아이치)의 미니 프로그램《ktkr 애니튠》의 방송 퍼스널리티로 발탁.
- 2015년 9월 영화 《마음이 외치고 싶어해》로의 콜라보를 실시. 극 중 가공 툴 담당 및 CM을 방송.

### 스즈키 츠즈미
스즈키 츠즈미(すずきつづみ)는 음성합성 소프트웨어인 CeVIO Creative Studio에 등장하는, CeVIO 프로젝트의 여성 캐릭터 명칭이다.
프로필 설정
- 신장 : 160cm 정도
- 체중 : 45kg 정도
- 나이 : 17세
- 생일 : 비밀
- 출신지 : 가나가와
- 좋아하는 음식 : 니쿠만, 갈분 떡

### 타카하시
타카하시(タカハシ)는 음성합성 소프프웨어인 CeVIO Creative Studio에 등장하는, CeVIO 프로젝트의 남성 캐릭터의 명칭이다.
프로필 설정
- 신장 : 182cm
- 나이 : 20세
- 생일 : 9월 26일
- 출신지 : 사이타마
- 좋아하는 음식 : 라면, 소카 전병

### ONE -ARIA ON THE PLANETES-
1st PLACE가 발매하고 있는 토크용 캐릭터. 2015년 1월 27일 출시. 명칭은 ONE(오네). 동사 제작의 ARIA ON THE PLANETES 시리즈의 제2단으로 IA의 동생으로 캐릭터 설정되고 있다. 같은 해 5월 22일에는 노래 라이브러리도 발매.

### Color Voice Series
엑싱 제작의 노래 보이스 라이브러리이며, 각 음원마다 자신 있는 음악 분야가 있는 음색으로 되어있다.
동사 제작 JOYSOUND MAX에서의 보컬 어시스트로 채용되고 있다.

#### 아카사키 미나토
아카사키 미나토(赤咲湊)는 엑싱 제작의 노래 보이스 라이브러리 ‘Color Voice Series’에 등장하는, 남성 라이브러리의 명칭이다.
프로필 설정
- 나이 : 25세
- 신장 : 180cm
- 출시일 : 2015년 2월 19일
- 이미지 컬러 : 빨간색
- 자신 있는 음악 장르 : 록, 팝 음악, 댄스 등
- 자신 있는 음역 : C3 ~ E4

#### 미도리자키 카스미
미도리자키 카스미(緑咲香澄)는 엑싱 제작의 노래 보이스 라이브러리 ‘Color Voice Series’에 등장하는, 여성 라이브러리의 명칭이다.
프로필 설정
- 나이 : 27세
- 신장 : 158cm
- 출시일 : 2015년 2월 19일
- 이미지 컬러 : 황녹색
- 자신 있는 음악 장르 : 발라드, 재즈, 키즈 송 등
- 자신 있는 음역 : A3 ~ C5

#### 긴사키 야마토
긴사키 야마토(銀咲大和)는 엑싱 제작의 노래.보이스 라이브러리 ‘Color Voice Series’에 등장하는 남성 라이브러리의 명칭이다.
프로필 설정
- 나이 : 50세
- 심장 : 185cm
- 출시일 : 2015년 3월 19일
- 이미지 컬러 : 은색
- 자신 있는 장르 : 엔카, 가요곡, 포크 등
- 자신 있는 영역 :  A2 ~ C4

#### 킨자키 코하루
킨자키 코하루(金咲小春)는 엑싱 제작의 노래 보이스 라이브러리 ‘Color Voice Series’에 등장하는, 여성 라이브러리의 명칭이다.
프로필 설정
- 나이 : 52세
- 신장 : 149cm
- 출시일 : 2015년 3월 19일
- 이미지 컬러 : 금색
- 장르 있는 장르 : 엔카, 가요곡, 포크 등
- 장르 있는 음역 : F3 ~ A4

#### 시로사키 유다이
시로사키 유다이(白咲優大)는 엑싱 제작의 노래 보이스 라이브러리 ‘Color Voice Series’에 등장하는, 남성 라이브러리의 명칭이다.
프로필 설정
- 나이 : 20세
- 신장 : 170cm
- 출시일 : 2015년 4월 23일
- 이미지 컬러 : 하얀색
- 자신 있는 장르 : 발라드, 앰비언트 뮤직, 재즈 등
- 자신 있는 음역 : C3 ~ E4

#### 키자키 아이리
키자키 아이리(黄咲愛里)는 엑싱 제작의 노래 보이스 라이브러리 ‘Color Voice Series’에 등장하는, 여성 라이브러리의 명칭이다.
프로필 설정
- 나이 : 18세
- 신장 : 169cm (힐 포함)
- 출시일 : 2015년 4월 23일
- 이미지 컬러 : 노란색
- 자신 있는 음악 장르 : 댄스, 팝 음악, 알앤비 등
- 자신 있는 영역 : F3 ~ A4

### ALYS
UTAU에서 테스트됐으며, 보컬로이드 및 Cevio 상에서 사용 가능한 캐릭터로 출시되고 있었지만, Cevio의 음성 사용의 영향으로 앞서 알타/에고라는 소프트웨어로 2016년 3월 19일에 출시됐다. 다만 CeVIO판의 개발도 완전히 중시되지는 않았으며 필요한 자금을 모아서 순차 개발을 재개하고 완성시켜서 음원을 공개할 예정이다. 프랑스어와 일본어의 2개 국어를 하는 것이 특징이다. 음성 제공자는 가수 Poucet이다. 배포는 프랑스의 VOXWAVE.
프로필 설정
- 신장 : 165cm
- 체중 : 54kg
- 나이 : 21세

## 같이 보기
- 음성합성
- Sinsy - 나고야 공업대학 제작 가성합성 서비스. 가창기능의 모체.
- MMDAgent - 나고야 공업대학 제작 음성합성 대화 기능. CeVIO Vision에서의 모체.